# RFC Xerxes in het seizoen 1954/55
Het seizoen 1954/1955 was het eerste jaar in het bestaan van de Rotterdamse betaaldvoetbalclub Xerxes. De club kwam uit in de Eerste klasse D en daarin op de 13e plaats, dit betekende dat de club in het nieuwe seizoen uitkwam in de Eerste klasse.

## Wedstrijdstatistieken

### Eerste klasse C(afgebroken)
|       | BVV | EBOH | Excelsior | Hermes DVS | Kerkrade | Limburgia | NAC   | PSV   | RBC   | Sittardia | VVV   | Willem II |
| ----- | --- | ---- | --------- | ---------- | -------- | --------- | ----- | ----- | ----- | --------- | ----- | --------- |
| Thuis | –   | –    | –         | –          | 4 – 2    | 2 – 1     | –     | 1 – 0 | –     | 0 – 1     | –     | 0 – 2     |
| Uit   | –   | –    | –         | 0 – 3      | –        | –         | 2 – 0 | –     | 2 – 1 | –         | 1 – 0 | –         |

### Eerste klasse D
|       | AGOVV | Ajax  | Be Quick | BVV   | D.F.C. | Eindhoven | De Graafschap | HVC   | RBC   | Sportclub Enschede | De Volewijckers | VSV   | VVV   |
| ----- | ----- | ----- | -------- | ----- | ------ | --------- | ------------- | ----- | ----- | ------------------ | --------------- | ----- | ----- |
| Thuis | 3 – 0 | 2 – 5 | 1 – 2    | 0 – 0 | 1 – 1  | 0 – 3     | 0 – 2         | 0 – 0 | 0 – 2 | 1 – 0              | 1 – 2           | 1 – 2 | 2 – 2 |
| Uit   | 4 – 1 | 1 – 1 | 1 – 1    | 5 – 2 | 1 – 1  | 6 – 2     | 2 – 0         | 2 – 1 | 1 – 2 | 1 – 0              | 1 – 0           | 3 – 0 | 2 – 0 |

## Statistieken Xerxes 1954/1955

### Eindstand Xerxes in de Nederlandse Eerste klasse D 1954 / 1955
| Stand | Gespeeld | Gewonnen | Gelijk | Verloren | Punten | Doelpunten voor | Doelpunten tegen |
| ----- | -------- | -------- | ------ | -------- | ------ | --------------- | ---------------- |
| 13e   | 26       | 3        | 7      | 16       | 13     | 23              | 51               |

### Eindstand Xerxes in de Nederlandse Eerste klasse C 1954 / 1955 (afgebroken)
| Stand | Gespeeld | Gewonnen | Gelijk | Verloren | Punten | Doelpunten voor | Doelpunten tegen |
| ----- | -------- | -------- | ------ | -------- | ------ | --------------- | ---------------- |
| 8e    | 9        | 4        | 0      | 5        | 8      | 11              | 11               |

### Topscorers
| #      | Naam             | Goal |
| ------ | ---------------- | ---- |
| 1.     | Coen Moulijn     | 6    |
| 2.     | John Lebbink     | 2    |
| 2.     | Jan Middeldorp   | 2    |
| 2.     | John de Rot      | 2    |
| 2.     | Ad Verhoeven     | 2    |
| 2.     | Joop Vlemminks   | 2    |
| 2.     | Joop Winterswijk | 2    |
| 8.     | Louis van Bommel | 1    |
| 8.     | Van der Broek    | 1    |
| 8.     | Rinus Cammeraat  | 1    |
| 8.     | Pim Visser       | 1    |
| 8.     | Dick Vollebregt  | 1    |
| Totaal | Totaal           | 23   |

| #      | Naam             | Goal |
| ------ | ---------------- | ---- |
| 1.     | Dick Vollebregt  | 3    |
| 2.     | Jan Middeldorp   | 2    |
| 3.     | Louis van Bommel | 1    |
| 3.     | Jan Engelman     | 1    |
| 3.     | John Lebbink     | 1    |
| 3.     | Coen Moulijn     | 1    |
| 3.     | Reijnen          | 1    |
| 3.     | Ad Verhoeven     | 1    |
| Totaal | Totaal           | 11   |